# 山岡景佐
山岡景佐（1531年—1589年），日本戰國時代至安土桃山時代的武將。父親是山岡景之。

## 生平
在享祿4年（1531年）出生，家中次男。最初仕於六角氏，不過在永祿11年（1568年）期間，於織田信長上洛後降伏。與弟弟景猶一同屬於信長配下的明智光秀。元龜3年（1572年），取代降伏的松永久秀，成為多聞山城城番。天正4年（1576年）4月，參與進攻本願寺。
此後，沒有參與光秀平定丹波國的戰事。在這段時期，於信長和佐久間信盛之下，多次參加茶會（『宗及記』），因此可能是與哥哥景隆同樣是佐久間信盛的與力，或是成為信長的直臣。天正7年（1579年），參與進攻有岡城。天正9年（1581年），參與進攻伊賀國。天正10年（1582年），在信長最後的上洛時，與蒲生賢秀一同擔任安土城二之丸的番眾。
天正10年（1582年）6月，在信長於本能寺之變中死去後，受光秀勸誘，不過與哥哥景隆一同向光秀展示抵抗姿態。一說指，幫助德川家康穿越伊賀國返回本國。之後，屬於羽柴秀吉，向伊勢國出陣。天正11年（1583年），在賤岳之戰後，被懷疑是柴田勝家的內應，與哥哥一同被改易。此後，成為德川氏家臣。
在天正17年（1589年）1月於駿府死去。享年59歲（一説是在天正16年（1588年）1月11日死去）。

## 外部連結
- 武家家伝＿山岡氏 （页面存档备份，存于）